# Joaquín Urquiaga
Joaquín Urquiaga Legarburu, conocido como Urquiaga (Zorroza, Bilbao, España, 29 de marzo de 1910 - Bilbao, 25 de julio de 1965), fue un futbolista y entrenador español que jugaba de portero. Era apodado Chavo pero en México El Gordo.

## Trayectoria
Con el antecedente de ser portero de la Selección Vasca, Urquiaga debutó en la Primera División de España con el Betis Balompié el 25 de diciembre de 1932, ante el FC Barcelona. A partir de ese momento, y durante cuatro temporadas, fue el guardameta titular del club verdiblanco, incluyendo la histórica temporada 1934/35, en la que los andaluces se proclamaron campeones de liga por primera y única vez en su historia. Urquiaga tuvo un papel destacado en la consecución del título, siendo el portero menos goleado del campeonato, con 19 goles en 21 partidos.
Tras el estallido de la guerra civil española Urquiaga, como muchos otros futbolistas españoles, se trasladó a México, donde acabó fijando su residencia. Terminó su carrera a mediados de los años 1940, tras jugar en el CF Asturias y con los CD Veracruz, donde formó parte del histórico equipo que logró el primer título de Liga del club, en 1946. Durante esta etapa fue conocido con el apodo de El Gordo, debido a su sobrepeso en los últimos años de su carrera, aunque los cronistas deportivos de ese tiempo reconocían su elasticidad, dado que volaba de poste a poste, además de que cuando salía a buscar el balón, volaban tanto delanteros como defensas. En la temporada que salió campeón con el Veracruz, detuvo cinco penaltis en la campaña. Después de su retirada dirigió desde el banquillo a los Tiburones, conquistando la Copa México en 1948.
Destacaron también sus éxitos como entrenador del Tampico, y con los jaibos que se proclamó, en 1953, campeón de Liga y del Trofeo de Campeones por primera y única vez en la historia del club.

## Selección nacional
En 1936 llegó a ser convocado por la selección española con motivo de un encuentro amistoso ante Austria, aunque finalmente no llegó a debutar.

## Clubes
| Club                        | País   | Temporadas |
| --------------------------- | ------ | ---------- |
| Real Betis                  | España | 1932-1936  |
| CF Asturias                 | México | 1937-1944  |
| Tiburones Rojos de Veracruz | México | 1944-1946  |

## Palmarés

### Campeonatos nacionales
| Título                   | Club                        | País   | Año  |
| ------------------------ | --------------------------- | ------ | ---- |
| Liga de Primera División | Real Betis                  | España | 1935 |
| Liga Mayor               | Tiburones Rojos de Veracruz | México | 1946 |

### Distinciones individuales
| Distinción    | Año  |
| ------------- | ---- |
| Trofeo Zamora | 1935 |